# Alf Jacobsen
Alf Kristian Bruun Jacobsen (ur. 14 czerwca 1885 w Moss, zm. 29 maja 1948 w Oslo) – norweski żeglarz, olimpijczyk, zdobywca złotego medalu w regatach na Letnich Igrzyskach Olimpijskich w 1920 roku w Antwerpii.
Na Letnich Igrzyskach Olimpijskich 1920 zdobył złoto w żeglarskiej klasie 8 metrów (formuła 1907). Załogę jachtu Irene tworzyli również Thorleif Holbye, Kristoffer Olsen, Tellef Wagle i Carl Ringvold.